# Semiothisa cacavena
Semiothisa cacavena är en fjärilsart som beskrevs av Walker 1862. Semiothisa cacavena ingår i släktet Semiothisa och familjen mätare. Inga underarter finns listade i Catalogue of Life.